# Paul-Jacques Bonzon
Paul-Jacques Bonzon (Sainte-Marie-du-Mont, 31 agosto 1908 – Valence, 24 settembre 1978) è stato uno scrittore francese. Ha trascorso la giovinezza a Saint-Lô e nel 1935 si è trasferito nel dipartimento francese di Drôme dove ha lavorato come insegnante e preside per i successivi 25 anni e dove si è sposato con un'altra insegnante del luogo. A partire dal 1961 ha intrapreso la carriera di scrittore e si è distinto per la sua prolifica produzione di libri per ragazzi. Nelle sue opere, prevalentemente stampate da Hachette, viene ritratta una infanzia che si trova a confrontarsi con la povertà, la disabilità e l'abbandono, ma anche con la solidarietà umana, il tutto inserito in precisi contesti storici.
Anche dopo la sua morte avvenuta nel 1978 a Valence, Paul-Jacques Bonzon continua a essere ristampato dal suo editore che ha in catalogo decine di suoi libri. Il 12 marzo 2011, la città di Valence ha inaugurato una piazza a suo nome alla presenza dei figli, nipoti e ammiratori. Nel 2008 il suo romanzo Les Orphelins de Simitra è stato adattato dalla Nippon Animation nella serie anime Il lungo viaggio di Porfi per la regia di Tomomitsu Mochizuki.

## Pubblicazioni
Serie
- Les six compagnons (38 titoli + 14 opere postume)
- La famille HLM (20 titoli)
- Diabolo le petit chat (7 titoli)

Romanzi per ragazzi
- Contes de mon chalet
- Mamadi ou le petit roi d'ébène
- Contes de l'hiver
- Fan-Lo
- Loutsi-Chien
- Le petit passeur du lac
- Du gui pour Christmas (due versioni)
- Les orphelins de Simitra
- Le cheval de verre
- Soleil de mon Espagne
- La promesse de Primerose
- Tout Fou
- Un secret dans la nuit polaire
- Delph le marin
- La croix d'or de Santa-Anna
- J'irai à Nagasaki
- Le viking au bracelet d'argent
- La disparue de Montélimar
- Mon Vercors en feu (due versioni)
- Le voyageur sans visage
- La princesse sans nom
- Le jongleur à l'étoile
- La ballerine de Majorque
- L'éventail de Séville

Teatro
- Aux urnes, citoyennes!
- Coquette chambre à louer
- Permis de conduire à tout age
- La nuit du 3 mars
- Camping interdit
- L'insécurité sociale
- Les Carottes des Champs-Elysées
- Nous les avons vus
- Madame a son robot
- Plus on est de fous
- Devant le rideau